# Justin Keating
Justin Keating (* 7. Januar 1930 in Dublin; † 31. Dezember 2009 ebenda) war ein irischer Politiker und Journalist.

## Leben
Justin Keating wurde 1930 als Sohn des Malers Seán Keating in Dublin geboren. Er studierte am University College Dublin (UCD) und an der University of London. Nach dem Studium war er von 1955 bis 1960 Lecturer für Anatomie am UCD veterinary college und dann von 1960 bis 1965 Senior Lecturer für Veterinärmedizin am Trinity College, Dublin.
Bei der Raidió Teilifís Éireann (RTÉ) war Keating für zwei Jahre für die landwirtschaftlichen Beiträge verantwortlich, bevor er 1967 an das Trinity College zurückkehrte. Für seine Serie Telefís Feirme gewann er 1966 den Jacob’s Award.
Keating war verheiratet und hatte drei Kinder. Er war Ehrenpräsident der Humanist Association of Ireland.

## Politik
Keating wurde erstmals bei den Wahlen 1969 im Wahlkreis Dublin County North für die Irish Labour Party in den Dáil Éireann gewählt. Als Teachta Dála war er im Kabinett von Taoiseach Liam Cosgrave von 1973 bis 1977 Minister for Industry and Commerce
Im Jahr 1973 wurde er zum Mitglied des Europäischen Parlaments ernannt und gehörte somit der ersten irischen Delegation an. Bei den Wahlen 1977 verlor Keating seinen Sitz im Dáil, konnte jedoch einen Sitz im Seanad Éireann erringen. Er blieb bis 1981 Senator. Im Jahr 1984 gehörte er von Februar bis Juli erneut für kurze Zeit dem Europäischen Parlament an, als er für Séamus Pattison dorthin nachrückte.